# Görmin
Görmin ist eine vorpommersche Gemeinde im Landkreis Vorpommern-Greifswald in Mecklenburg-Vorpommern (Deutschland). Sie gehört dem Amt Peenetal/Loitz an, das seinen Verwaltungssitz in der Stadt Loitz hat.

## Geografie und Landschaft
Görmin liegt unweit der Peene, deren etwa einen Kilometer breites Tal hier, von Mooren durchzogen, nur noch teilweise ursprünglich ist. Die Peene ist im mittleren und unteren Teil ein fast stehendes Gewässer, bis zur 35 km entfernten Mündung in das Stettiner Haff beträgt das Gefälle nur einige Zentimeter. Görmin und die Ortsteile verteilen sich über ein Grundmoränengebiet (Jubelsberg, 40 m ü. NN), das im Norden vom Tal der Schwinge und im Süden vom Peenetal begrenzt wird.
Auf Grund der intensiven landwirtschaftlichen Nutzung ist das Gemeindegebiet sehr waldarm. Nennenswerte Waldbestände sind der Göslower Busch und der Trissower Busch. Sie sind in ihrer heutigen Vegetation überwiegend das Ergebnis von Aufforstungen mit Nadelbäumen (Fichten) zu Beginn des 20. Jahrhunderts. Ein älterer Bestand an Eichen auf dem Eichberg auf der Gemarkung Trissow ist in der Nachkriegszeit abholzt worden. Der Göslower Busch entstand Ende des 18. Jahrhunderts durch Aufforstung von Ackerflächen; der Trissower Busch lässt sich direkt bis ins 17. Jahrhundert, indirekt sogar bis ins Mittelalter zurück, mit schriftlichen Quellen belegen. An der Gemarkungsgrenze, wo die beiden Waldstücke aufeinanderstoßen, befindet sich eine Bodensenke, die im Volksmund Höllengrund genannt wird. Dieser Flurname geht auf eine im 17. Jahrhundert auf der Trissower Gemarkung belegte Wiese mit dem Namen Lütke Helle zurück. Das niederdeutsche Wort Helle steht dabei für Senke oder Abhang, vgl. hochdeutsch Halde.
Am Nordrand der Gemarkung von Passow beginnt ein weiteres Waldstück, der Damerower Busch. Er ist die größte zusammenhängende bewaldete Fläche der näheren Umgebung und liegt größtenteils auf dem Gebiet der Nachbargemeinde Sassen-Trantow.
Im Peenetal sind durch Meliorationsarbeiten im 20. Jahrhundert große Wiesenflächen geschaffen worden, die noch heute zum Teil als Weideland genutzt werden. Jüngst ist jedoch die Aufgabe eines Großteils dieser Flächen zur Renaturierung beschlossen worden. Sie werden wie schon andere Teile des Flusstals relativ schnell verbuschen und sich zu einer Auwaldlandschaft entwickeln.
Der Abschnitt der Landstraße Loitz-Greifswald zwischen Görmin und Klein Zastrow präsentiert sich auch heute noch als eine durchgehende Lindenallee, wenn auch in den letzten Jahrzehnten zahlreiche Lücken durch notwendig gewordene Fällungen entstanden sind. Sie geht zurück auf den Chaussee-Bau von 1894. Andere ehemals mit Bäumen bestandene Straßen, wie die von Görmin über Trissow nach Jargenow, präsentieren sich heute weitgehend baumlos bzw. sind erst in den 1990er Jahren neu bepflanzt worden. Der dort früher vorhandene Bestand an Ulmen ist um 1980 innerhalb weniger Jahre auf Grund einer Baumkrankheit verschwunden. Ebenso mussten die meisten Ahornbäume an der Straße von Görmin nach Passow und weiter nach Vierow in den letzten Jahren nach Absterben gefällt werden.
Umgeben wird Görmin von den Nachbargemeinden Dersekow im Norden, Dargelin im Nordosten, Bandelin im Südosten, Bentzin im Süden sowie Sassen-Trantow im Westen.

### Ortsteile
| - Alt Jargenow - Böken - Görmin - Göslow | - Groß Zastrow - Neu Jargenow - Passow - Trissow |

## Geschichte

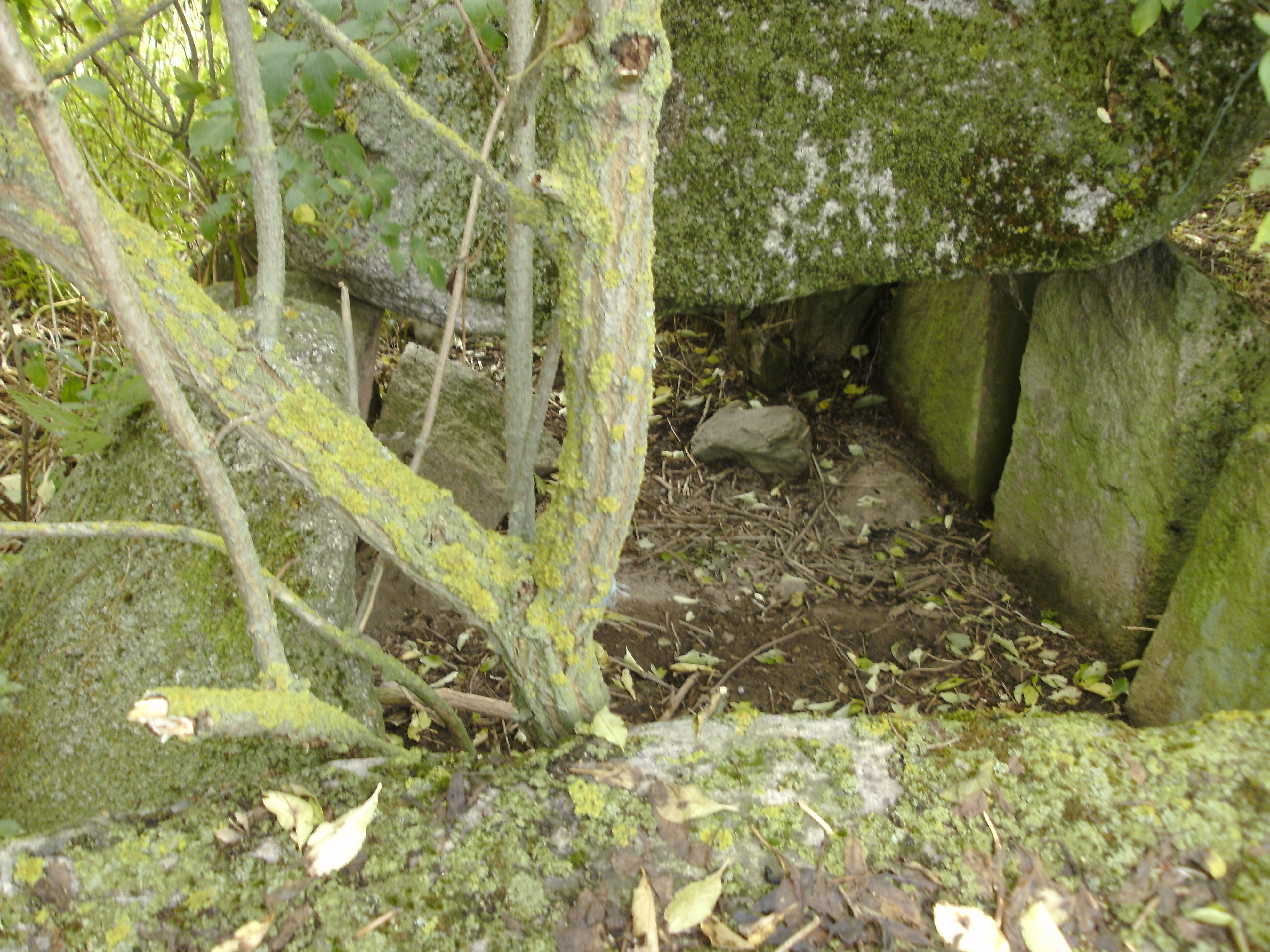
Großsteingräber bei Groß Zastrow

Von der frühen Besiedlung der Gegend zeugen einige Großsteingräber aus dem Neolithikum zwischen der Schwinge und dem Ortsteil Groß Zastrow, die Großsteingräber bei Groß Zastrow, darunter der Klingenstein bei Passow. Seit etwa dem 7. Jahrhundert war die Region slawisch besiedelt. Alt Jargenow wird als ältester Gemeindeteil angesehen. Seine urkundliche Ersterwähnung fällt in die Zeit um 1220. Um 1240 begann die Einwanderung deutscher Siedler, die die heutige Siedlungsstruktur schufen. Lediglich die Aufteilung von Jargenow in die beiden heutigen Ortsteile Alt- und Neu-Jargenow ist erst Mitte des 19. Jahrhunderts erfolgt. Seit dem 13. Jahrhundert wurden die noch ansässigen Slawen assimiliert. Dass Slawen und Deutsche auch in der Gegend von Görmin eine Zeit nebeneinanderher gelebt haben, davon zeugt der bis in das 18. Jahrhundert verwendete Flurname Wendland für eine spätmittelalterliche Wüstung nördlich von Böken und Göslow.

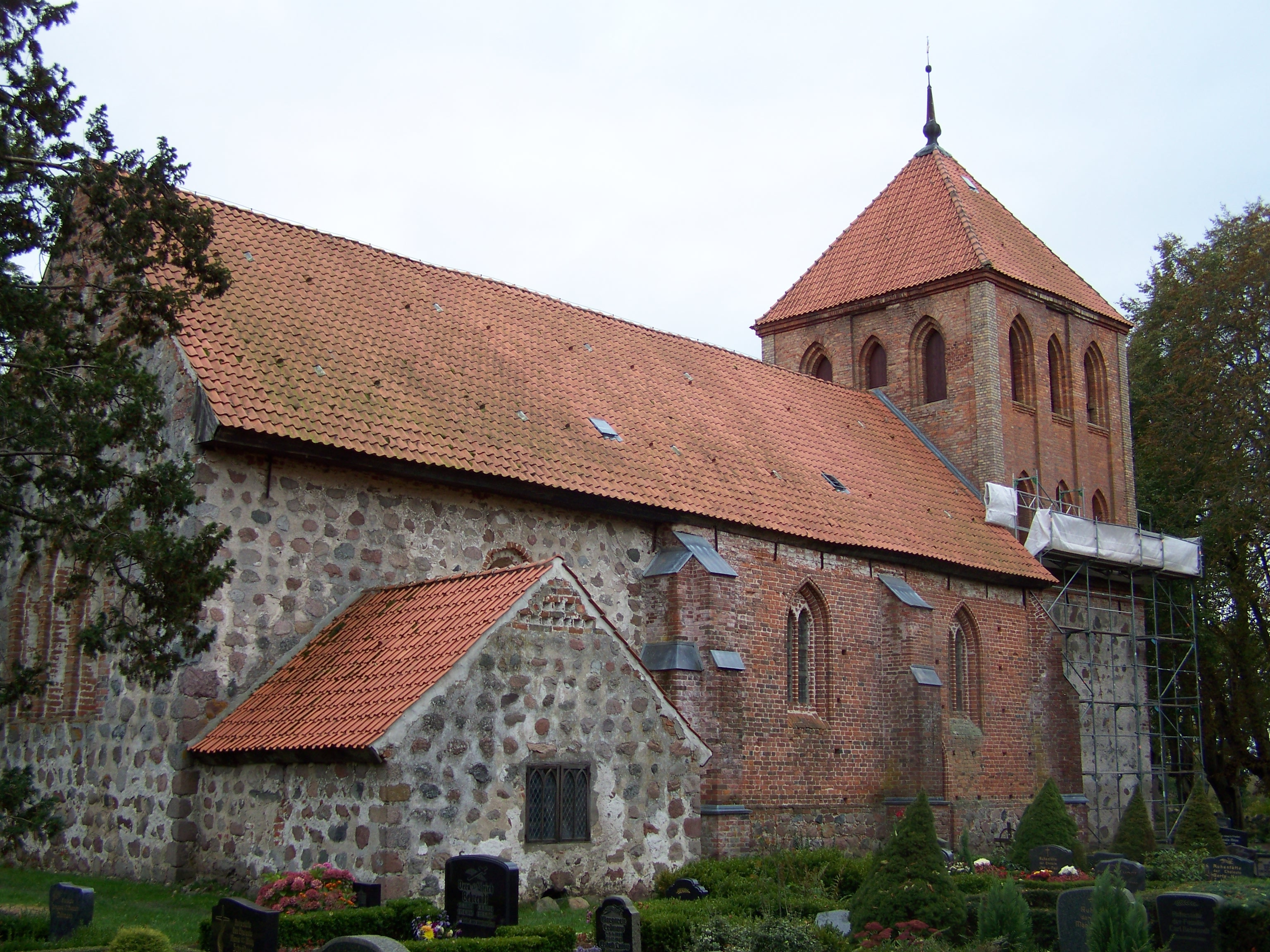
St.-Marien-Kirche (Görmin)

Aus der Mitte des 13. Jahrhunderts stammen die ältesten Teile der gotischen Kirche von Görmin, der Turm kam erst 1868 hinzu. Kapellen gab es bis zum Dreißigjährigen Krieg in Groß Zastrow, Jargenow und Passow. Von ihnen hat nur die Jargenower die Zeiten überdauert. In Passow wurde im 18. Jahrhundert auf der Stelle der Kapelle vom damaligen Gutsherrn und Patron der Kapelle, Franz Otto von Wackenitz, eine Schule gebaut, die bis ins 19. Jahrhundert Bestand hatte.
Görmin blieb – im Gegensatz zu den umliegenden Dörfern und heutigen Ortsteilen – bis zur Kollektivierung in der DDR ein Bauerndorf. Ursprünglich wurden im 13. Jahrhundert auch Göslow, Böken, Groß Zastrow und wahrscheinlich auch Jargenow als Bauerndörfer angelegt. Dort entstanden die Güter erst im Laufe der Jahrhunderte im Zuge allgemeiner agrarischer Entwicklungen in Nordostdeutschland. Alte Rittergüter mit bereits im 14. Jahrhundert nachweisbaren Adelssitzen waren dagegen Passow und Trissow, ebenso das zu Dersekow gehörende Klein Zastrow. Zu den im Laufe der Jahrhunderte in dem mit der heutigen politischen Gemeinde identischen Kirchspiel ansässigen adligen Familien gehörten die von Wakenitz (später von der Lancken-Wakenitz), von Holste, von Blixen und von Scheelen. Letzter adliger Gutsbesitzer, der auch im Kirchspiel ansässig war, war Fritz Freiherr von der Lancken-Wakenitz gewesen, der 1866 in der Schlacht von Königgrätz fiel. Die Gutshäuser der Gemeinde sind alle noch erhalten. Im Zuge der Aufsiedlung des Rittergutes Passow und der Domäne Groß Zastrow von 1931/32 kamen viele Bauernfamilien u. a. aus Westfalen und der Pfalz. Die allgemeine Agrarkrise der Zwischenkriegszeit führte in Verbindung mit einer katastrophalen Missernte von 1929 dazu, dass mit Ausnahme von Trissow alle Rittergüter unter Zwangsverwaltung kamen. Einige wurden versteigert und erhielten neue Besitzer. 1945 wurden alle Güter enteignet und das Land an die ortsansässigen Landarbeiter sowie an die Vertriebenen verteilt.
Am 1. Juli 1950 wurde die bis dahin eigenständige Gemeinde Jargenow eingegliedert.
In dieser Zeit entstand auch durch Zusammenschluss der beiden bisherigen Gemeinden Görmin mit den Ortsteilen Görmin, Passow, Groß Zastrow, Trissow und Böken und Jargenow, bestehend aus den Ortsteilen Alt- und Neu-Jargenow sowie Göslow die heutige Gemeinde Görmin. Mit der Verwaltungsreform von 1952 wechselte die Gemeinde vom Kreis Grimmen in den Kreis Demmin und damit in den neu geschaffenen Bezirk Neubrandenburg, dessen nordöstliche Spitze sie nun bildete.
1975 schloss sich die Gemeinde mit den Nachbargemeinden Trantow, Sassen, Vorbein und Düvier sowie der Stadt Loitz zum Gemeindeverband Loitz zusammen. Nach 1989 wurde daraus das Verwaltungsamt Peenetal, zunächst noch ohne Loitz. 1998 entstand mit Loitz das Amt Peenetal/Loitz.
1823 wurde anstelle der alten Küsterei in Görmin ein neues Schulhaus gebaut. Daneben existierten noch separate Schulen in Jargenow und Passow. 1860 wurde ein zweites Schulgebäude, lange Zeit als Alte Schule bezeichnet, errichtet. Vier Jahre zuvor war für Göslow, Alt- und Neu-Jargenow ebenfalls ein neues Schulgebäude auf der Grenze zwischen Göslow und Neu-Jargenow gebaut worden. Nach dem Zweiten Weltkrieg reichten diese Gebäude bei weitem nicht mehr aus und in den 1960er Jahren baute man eine neue Schule, den sogenannten „Pavillon“. Er wurde bis 1980 um ein zweites Gebäude und eine Turnhalle ergänzt. Die Görminer Schule fungierte bis zum Ende der DDR als POS. Nach der Wende war sie zunächst Realschule; später wurde sie wegen sinkender Schülerzahlen eine Grundschule.
Die Bodenreform im Herbst 1945 führte zur Aufteilung der Güter Alt und Neu Jargenow, Böken, Göslow und Trissow. Die verbliebenen Gutsbesitzer wurden vertrieben. In Görmin entstand auf dem Gelände eines ehemaligen Großbauernhofes zunächst eine Maschinen-Ausleih-Station (MAS), aus der später eine Maschinen-Traktoren-Station (MTS) wurde.
In den 1950er Jahren kam es zu den ersten LPG-Gründungen. 1960 und 1969 waren dann die entscheidenden Jahre beim Prozess der Vergenossenschaftlichung. Wurden zunächst meist nur LPG Typ I (gemeinsame Feldbewirtschaftung, individuelle Tierhaltung) in jedem Ort extra gebildet, kam es 1969 zur Umwandlung in LPG Typ III (volle Kollektivierung) und anschließend zur Zusammenlegung zu größeren Genossenschaften. In den 1970er Jahren trennte man Tier- und Pflanzenproduktion und es entstanden die LPG (P) Görmin und die LPG (T) Passow, die bis 1990 bestanden. Die LPG (P) firmierte in den 1970er Jahren eine Zeit lang als Kooperative Abteilung Pflanzenproduktion (KAP) unter Einschluss der LPG der Nachbargemeinden Trantow und Zarrentin. Ihre Wirtschaftsfläche betrug mehr als 4000 Hektar.
Nach 1989/90 lösten sich die bisherigen LPG auf und es gründeten sich Agrargenossenschaften sowie Privatbetriebe als Nachfolgeunternehmen. Aus den bis dahin zu den LPG gehörenden Handwerksbrigaden entstanden zum Teil private Handwerksunternehmen.

## Dienstsiegel
Die Gemeinde verfügt über kein amtlich genehmigtes Hoheitszeichen, weder Wappen noch Flagge. Als Dienstsiegel wird das kleine Landessiegel mit dem Wappenbild des Landesteils Vorpommern geführt. Es zeigt einen aufgerichteten Greifen mit aufgeworfenem Schweif und der Umschrift „GEMEINDE GÖRMIN“.

## Sehenswürdigkeiten
- Kapelle Alt Jargenow
- St.-Marien-Kirche (Görmin)
- Mehrere Großsteingräber bei Groß Zastrow und der Klingenstein bei Passow
- Gutsanlagen in allen Ortsteilen
- Teufelsstein, Findling bei Trissow

## Verkehrsanbindung
Eine Landstraße führt von der Stadt Loitz über Görmin und Dersekow in die Hansestadt Greifswald, eine weitere Straße verbindet Görmin über die Bundesstraße 96 im Osten mit den Kleinstädten Gützkow und Jarmen. Die Bundesautobahn 20 (Ostseeautobahn) verläuft am nordöstlichen Rand des Gemeindebereiches; die nächsten Anschlussstellen sind Bisdorf in Richtung Lübeck und Gützkow in Richtung Stettin und Berlin. Der nächste Bahnhof befindet sich im 15 km entfernten Greifswald, von wo aus man Stralsund und Berlin erreichen kann.

## Persönlichkeiten
- Dirk Schleinert (* 1966), Archivar und Historiker, wuchs hier auf.
- Hans-Dieter Brüchert (* 1952), Sportler (Ringer), wuchs hier auf.